# Käuze
Als Käuze werden verschiedene Vogelgattungen und Arten aus der Familie der Eigentlichen Eulen (Strigidae) bezeichnet. Die Differenzierung der Bezeichnungen „Eule“ und „Kauz“ ist eine Besonderheit der deutschen Sprache und hat keine Entsprechung im Sinne einer zoologischen Systematik. Eulen sind allgemein eher langgestreckte, schlanke Vogelarten, Käuze dagegen von gedrungener, großköpfiger Gestalt.
Gelegentlich sind mit „Käuzen“ im engeren Sinne die Angehörigen der Gattung Strix gemeint.

## „Eulen“ und „Käuze“
Beide Namen haben einen lautmalerischen Ursprung, der sich auf die klagenden und heulenden Rufe dieser Vögel bezieht. Unter beiden Bezeichnungen finden sich große und kleine Arten sowie solche mit und solche ohne Federohren.
Neben der äußeren Erscheinung sind auch die wertenden Attribute unterschiedlich: Eulen gelten als bedacht und weise, Käuze dagegen als unbeholfen, verschroben und eigenbrötlerisch. In Anlehnung daran werden eigenbrötlerische Menschen gelegentlich auch als „Kauz“ bzw. „kauzig“ bezeichnet. Zudem werden Käuze im Volksaberglauben für Unglücksbringer und Todesboten gehalten.

## Gattungen
Arten aus folgenden Gattungen werden in der deutschen Sprache als Käuze bezeichnet:
- Aegolius (im deutschen manchmal als Raufußkäuze bezeichnet)
- Steinkäuze (Athene)
- Sperlingskäuze (Glaucidium)
- Haubenkäuze (Lophostrix)
- Elfenkäuze (Micrathene)
- Salomonenkäuze (Neasio)
- Buschkäuze (Ninox)
- Brillenkäuze (Pulsatrix)
- Lachkäuze (Sceloglaux), ausgestorben
- „Käuze“ (Strix), darunter zum Beispiel der Waldkauz (Strix aluco)
- Rundflügelkäuze (Uroglaux)
- Peruanerkäuze (Xenoglaux)